# Nadżha
Nadżha – wieś w Syrii, w muhafazie Damaszek. W 2004 roku liczyła 1050 mieszkańców.